# Бокситогорський район
Бокситогорський район (рос. Бокситогорский район) — муніципальне утворення у південно-східній частині Ленінградської області.
Адміністративний центр — місто Бокситогорськ.

## Історія
Бокситогорський район було утворено 25 липня 1952 у складі Ленінградської області. До його складу увійшли 17 сільрад: Великодворська, Борська, Галицька, Новодеревенська, Сенновська і Труфановська сільради, що раніше входили до складу Тихвінського району, а також Анісимовська, Струзька, Самойлівська і Окуловська сільради , що раніше входили до складу Єфімовського району.

## Географія
Площа району — 7,18 тис. км², що становить 9,59 % площі області.
межує:
- На сході — з Вологодською областю (Бабаєвський і Чагодощенський райони);
- На півдні — з Новгородською областю (Хвойнінський і Любитінський райони);
- На північному заході — з Тихвінським муніципальним районом.

Відстань від адміністративного центру району до Санкт-Петербурга — 250 км
Основна частина району знаходиться на піднесеній Тихвінському кряжі, абсолютні висоти 150—250 метрів над рівнем моря. Західна частина району знаходиться на Тихвінській низовині з висотами 50-100 метрів.
На території району є родовища бокситів, вапняків, доломіту, торфу.
Клімат району помірно-континентальний. Середня температура липня — 17 °C, січня — -10 °C. Річна кількість опадів 650—700 мм.
У західній частині району протікають річки, що відносяться до сточища Балтійського моря (Воложба, Тихвінка), а У східній — річки, що відносяться до сточища Каспійського моря (Чагодоща, Лідь, Колп).
У західній частині району переважають сильнопідзолисті і дерново-підзолисті ґрунти, а у східній — болотні і торф'яні.
У районі переважають корінні ліси, причому в західній частині смерекові із середнім рівнем лісистості, а східної — соснові з високим рівнем лісистості.
З ссавців в районі мешкають лось, ведмідь, ондатра, лисиця, вовк, з птахів — глушець, куріпка, рябчик, тетерук.
У районі розташовані такі особливо охоронювані природні території:
- «Річка Рагуша» — комплексний пам'ятка природи
- «Вепський ліс» — регіональний природний парк

## Адміністративний поділ
- Бокситогорське міське поселення
- Єфімовське міське поселення
- Пікалевське міське поселення
- Великодвірське сільське поселення
- Борське сільське поселення
- Лідське сільське поселення
- Самойловське сільське поселення